# Ayuntamiento de Greenville
El Ayuntamiento de Greenville es un ayuntamiento histórico ubicado en Greenville, Alabama, Estados Unidos.

## Historia
El edificio fue diseñado por el arquitecto de Montgomery, Moreland Griffith Smith, y construido en 1936–37 por trabajadores de Works Progress Administration. El edificio está diseñado en un estilo neocolonial británico con influencias del palladianismo, un estilo popular en la década de 1930 debido a la reciente restauración del Williamsburg Colonial. Fue construido en un sitio que perteneció a una Grammar school que se construyó originalmente en la década de 1890, pero se quemó a principios de la década de 1920 y nuevamente en 1927. El edificio está construido en ladrillo, con un pórtico de altura completa alrededor de la entrada principal. Cada ventana del primer piso está rematada con una piedra clave de sillar. Las esquinas del bloque principal están adornadas con quoins de piedra. El edificio fue incluido en el Registro Nacional de Lugares Históricos en 1986.